# روس سميث (لاعب هوكي الجليد)
روس سميث هو لاعب هوكي الجليد كندي، ولد في 20 نوفمبر 1953 في Westlock ‏ في كندا.

## وصلات خارجية
- روس سميث على موقع HockeyDB.com (الإنجليزية)
- روس سميث على موقع Hockey-Reference.com (الإنجليزية)
- روس سميث على موقع IMDb (الإنجليزية)